# The Target
Pour plus de détails, voir Fiche technique et Distribution.
The Target (hangeul : 표적 ; hanja : 標的 ; RR : Pyojeog ; litt. « Cible ») est un thriller sud-coréen réalisé par Yoon Hong-seung,, sorti en 2014. Il s'agit du remake du film français À bout portant de Fred Cavayé, sorti en 2010.
Il est présenté en hors compétition pour les « séances de minuit » au Festival de Cannes 2014.

## Synopsis
Depuis que son épouse s'est fait enlever, un infirmier s'oblige à faire équipe avec un tueur à gages.

## Fiche technique
Sauf indication contraire ou complémentaire, les informations mentionnées dans cette section peuvent être confirmées par la base de données de KMDb
- Titre : The Target
- Titre original : 표적
- Titre de travail : Point Blank
- Réalisation : Yoon Hong-seung (en)[1],[2]
- Scénario : Jeon Cheol-hong et Jo Seong-geol, d'après le scénario À bout portant de Fred Cavayé et Guillaume Lemans
- Musique : Park In-young
- Décors : Choi Ki-ho
- Costumes : Ahn Ji-hyeon
- Photographie : Choi Sang-muk
- Son : Hong Ye-yeonge et Seong Ji-yeong
- Montage : Kim Chang-ju
- Production : Im Seung-yong, Park Tae-jun et Seo Woo-sik
- Sociétés de production : Barunson et Yong Film
- Société de distribution : CJ Entertainment
- Pays de production :  Corée du Sud
- Langue originale : coréen
- Format : couleur - 2,35:1
- Genre : action, thriller, policier
- Durée : 98 minutes
- Dates de sortie :
  - Corée du Sud : 30 avril 2014
  - France : mai 2014 (Festival de Cannes)
- Classification :
  - Corée du Sud : convient aux 15 ans et plus

## Distribution
- Ryoo Seung-ryong : Baek Yeo-hoon
- Yoo Joon-sang : l'inspecteur Song
- Lee Jin-wook : Lee Tae-joon
- Kim Seong-ryeong : Jeong Yeong-joo
- Jo Yeo-jeong : Jeong Hee-joo
- Jo Eun-ji : Park Soo-jin

## Production

### Développement
Juhn Jai-Hong est, à l'origine, engagé à filmer cette réadaptation du film français À bout portant de Fred Cavayé, sorti en 2010, avant de s'être retiré juste avant le tournage sur l'ordre du distributeur de CJ Entertainment et du producteur de Yong Film avec qui il a enduré de « différences créatrices ». Yoon Hong-seung,, surnommé Chang, le remplace alors.

### Tournage
Le tournage débute le 17 octobre 2013 à Séoul et au Gyeonggi.

## Accueil

### Sortie
The Target sort le 30 avril 2014 en Corée du Sud. En France, il est sélectionné en hors compétition dans la section des séances de minuit au Festival de Cannes en mai 2014.

### Accueil critique
Aurore Da Silva de Culture Box fait savoir que le délégué général du Festival de Cannes Thierry Frémaux voit « le remake coréen du polar d'action français À bout portant de Fred Cavayé, en version plus violente et plus gore dans The Target, promet « décapitations » et « éventrations » ».

### Box-office
| Pays ou région | Box-office        | Date d'arrêt du box-office | Nombre de semaines |
| -------------- | ----------------- | -------------------------- | ------------------ |
| Corée du Sud   | 2 042 004 entrées | 11 mai 2014                | 3                  |

Pour le premier week-end, ce thriller compte plus de 2 598 entrées. Au bout du troisième week-end, il se trouve à la seconde place du box-office avec plus de 2 000 000 entrées devant The Fatal Encounter (역린) comptant plus de 3 000 000.

## Distinctions

### Nominations et sélections
- Festival de Cannes 2014 : sélection hors compétition « Séances de minuit »[3]
- Festival du Fantastique de Bruxelles 2015